# سرخس لبی چسبناک
سرخس لبی چسبناک (نام علمی: Myriopteris viscida) نام یک گونه از زیرخانواده لبی‌سرخس‌واران است.